# Eupithecia lasciva
Eupithecia lasciva es una especie de polilla de la familia Geometridae. La especie fue descrita por primera vez por András Mátyás Vojnits habiendo sido descrita en 1989, con distribución en Tíbet y varias provincias de China. El holotipo de la especie fue descrita en A-tun-tse, al norte de Yunnan, a aproximadamente 4000 metros (13 123,4 pies) de altitud. Por sus características morfológicas pertenece al grupo de especies Eupithecia subfuscata,: 470  aunque se ha considerado un grupo de especies propiamente dicho por su configuración genital. Tiene gran similitud con otra especie de China, Eupithecia garrula.: 204 

## Distribución
E. lasciva se encuentra en China, donde se la conoce en el Tíbet, Qinghai, Gansu, Shanxi, Shaanxi, Sichuan y Yunnan. En Yunnan, se han recolectado especímenes a altitudes de hasta aproximadamente 4500 metros (14 763,8 pies). Los adultos están en vuelo en abril y de nuevo desde mediados de junio hasta mediados de septiembre.

## Descripción
Los adultos tienen alas delanteras algo estrechas, de color gris oscuro, con una pequeña mancha discal marrón y una mancha ocre o rojiza debajo, por lo demás presentan marcas generalmente discretas. Las alas traseras son de color blanquecino y más oscuras cerca del margen interior y la esquina posterior.